# Crosby (Texas)
Pour les articles homonymes, voir Crosby.
Crosby est une census-designated place située dans le comté de Harris, dans l’État du Texas, aux États-Unis. Sa population s’élevait à 3 417 habitants lors du recensement de 2020.